# 마이크로소프트 익스프레션 스튜디오
마이크로소프트 익스프레션 스튜디오(Microsoft Expression Studio)는 웹과 윈도 클라이언트 애플리케이션, 리치 디지털 미디어 콘텐츠를 작성하기 위한 도구들이 포함된 제품군이며, 현재는 지원이 중단된 상태이다.

## 에디션
버전 4를 기준으로 대중에게 공개된 익스프레션 스튜디오에는 두 개의 에디션이 있다: 웹 프로페셔널(Web Professional), 얼티밋(Ultimate)
익스프레션 스튜디오 웹 프로페셔널은 다음을 이룬다:
- 익스프레션 웹: HTML 편집기 및 웹 디자인 프로그램
- 익스프레션 디자이너: 벡터 그래픽스 편집기
- 익스프레션 인코더 프로: VC-1, H.264/MPEG-4 AVC 콘텐츠 저작

익스프레션 스튜디오 얼티밋은 상기의 구성 요소를 포함하여 다음을 이룬다:
- 익스프레션 블렌드: XAML, HTML 애플리케이션을 위한 그래픽 사용자 인터페이스 빌더
- 슈퍼프리뷰
- 스케치플로

익스프레션 인코더와 슈퍼프리뷰는 개별적으로 취득할 수 있는 유일한 구성 요소들이다. 익스프레션 인코더는 두 개의 에디션을 이룬다: 프리웨어 에디션, 상용 프로 에디션.
버전 3 이전까지는 디지털 자산 관리 응용 프로그램인  마이크로소프트 익스프레션 미디어를 포함하기도 했다.

## 같이 보기
- 마이크로소프트 프론트페이지
- 오피스 제품군 비교

## 참조
1. ↑  Localization and What Goes on Behind the Scenes
2. ↑  “보관된 사본”. 2012년 12월 14일에 원본 문서에서 보존된 문서. 2013년 7월 27일에 확인함.